# Drusus krusniki
Drusus krusniki är en nattsländeart som beskrevs av Malicky 1981. Drusus krusniki ingår i släktet Drusus och familjen husmasknattsländor. Inga underarter finns listade i Catalogue of Life.